# Крутинський-Пецек
Крутинський-Пецек (пол. Krutyński Piecek, нім. Krutinnerofen) — село в Польщі, у гміні Пецки Мронґовського повіту Вармінсько-Мазурського воєводства.
Населення — 114 осіб (2011).
У 1975-1998 роках село належало до Ольштинського воєводства.

## Демографія
Демографічна структура станом на 31 березня 2011 року:
|          | Загалом | Допрацездатний вік | Працездатний вік | Постпрацездатний вік |
| -------- | ------- | ------------------ | ---------------- | -------------------- |
| Чоловіки | 63      | 16                 | 43               | 4                    |
| Жінки    | 51      | 12                 | 33               | 6                    |
| Разом    | 114     | 28                 | 76               | 10                   |